# Arrondissement Millau
Arrondissement Millau (fr. Arrondissement de Millau) je správní územní jednotka ležící v departementu Aveyron a regionu Midi-Pyrénées ve Francii. Člení se dále na 15 kantonů a 101 obcí.

## Kantony
- Belmont-sur-Rance
- Camarès
- Campagnac
- Cornus
- Millau-Est
- Millau-Ouest
- Nant
- Peyreleau
- Saint-Affrique
- Saint-Beauzély
- Saint-Rome-de-Tarn
- Saint-Sernin-sur-Rance
- Salles-Curan
- Sévérac-le-Château
- Vézins-de-Lévézou